# Јуникој (Тенеси)
Јуникој (енгл. Unicoi) град је у америчкој савезној држави Тенеси.

## Демографија
По попису из 2010. године број становника је 3.632, што је 113 (3,2%) становника више него 2000. године.
| Група             | 2000.         | 2010.         |
| Белци             | 3.415 (97,0%) | 3.405 (93,8%) |
| Афроамериканци    | 2 (0,1%)      | 14 (0,4%)     |
| Азијати           | 8 (0,2%)      | 15 (0,4%)     |
| Хиспаноамериканци | 78 (2,2%)     | 166 (4,6%)    |
| Укупно            | 3.519         | 3.632         |